# Municipio de West Traverse
El municipio de West Traverse (en inglés: West Traverse Township) es un municipio ubicado en el condado de Emmet en el estado estadounidense de Míchigan. En el año 2010 tenía una población de 1606 habitantes y una densidad poblacional de 46,3 personas por km².

## Geografía
El municipio de West Traverse se encuentra ubicado en las coordenadas 45°27′12″N 85°2′16″O / 45.45333, -85.03778. Según la Oficina del Censo de los Estados Unidos, el municipio tiene una superficie total de 34.69 km², de la cual 34,62 km² corresponden a tierra firme y (0,21 %) 0,07 km² es agua.

## Demografía
Según el censo de 2010, había 1606 personas residiendo en el municipio de West Traverse. La densidad de población era de 46,3 hab./km². De los 1606 habitantes, el municipio de West Traverse estaba compuesto por el 94,58 % blancos, el 3,8 % eran amerindios, el 0,44 % eran asiáticos y el 1,18 % eran de una mezcla de razas. Del total de la población el 1,25 % eran hispanos o latinos de cualquier raza.